# Dedo
Os dedos são as extremidades dos membros dos mamíferos, mas também se dá este nome a alguns artículos dos apêndices de muitos artrópodes e de outros pequenos animais.
Nos mamíferos, o número básico de dedos em cada membro é de cinco, mas muitas espécies perderam alguns deles no decurso da evolução - os perissodáctilos, por exemplo, têm um número ímpar de dedos (os cavalos e outros equídeos tem um único dedo e os rinocerontes têm três) e os artiodáctilos têm um número par. Nestes animais, os dedos são formados por dois ou três ossos, chamados falanges.
Por outro lado, a malformação da mão ou do pé pode dar origem a um  número de dedos diferente do normal:
- a polidactilia é o caso em que se formam dedos supranumerários;
- a microdactilia é o caso em que se formam menos dedos que o normal; e
- a sindactilia é o caso em que se formam dedos unidos, quer pela pele (caso em que podem ser separados por cirurgia), quer pela fusão de dois ou mais ossos.

As extremidades exteriores dos dedos são protegidas por unhas, que podem ter a forma de garras ou cascos.

## Dedos da mão
Os dedos da mão humana, chamados de quirodátilos, principalmente o dedo oposto aos restantes - o polegar, foram um salto evolutivo, pois permitiu a estes animais a utilização de instrumentos, com os quais podem mais facilmente defender-se e modificar o meio ambiente (Edgar Morin, no seu O Paradigma Perdido se refere à dialéctica "pé - mão - cérebro").
Os dedos movem-se (novamente, com excepção do polegar, no ser humano) por acção de tendões ligados a músculos no antebraço e de outros pequenos músculos que ligam as falanges. O polegar move-se ainda por acção dos músculos flexores e rotadores, que se encontram na palma da mão, ligados ao primeiro metacarpal.

### Nomenclatura
|  | 1. Polegar - polegar, dedão ou positivo. 2. Indicador - indicador ou apontador. 3. Dedo médio - dedo médio ou dedo do meio. 4. Anelar - anelar ou anular. 5. Dedo mínimo - dedo mínimo, dedinho ou mindinho. |

A pele da parte interna dos dedos, tem uma elevada concentração de terminais nervosos, tornando-os os centros do sentido do tato; isto permite, por exemplo, a leitura em Braille. Para além disso, esta pele tem uma textura especializada para a preensão, que dá origem às impressões digitais.

## Dedos dopé

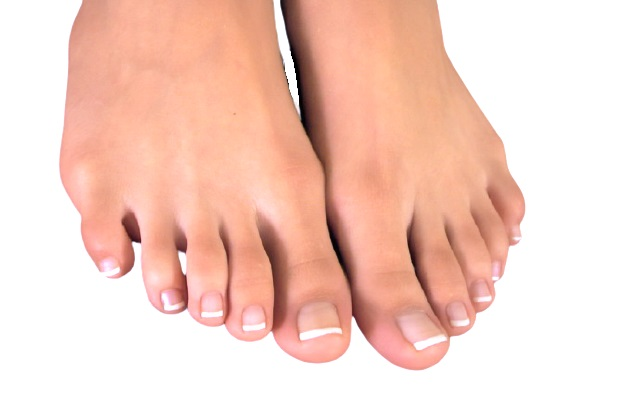
Dedos do pé de uma mulher.

Os dedos do pé são também conhecidos como artelhos ou Pododactilos, e o único deles que tem nome é o dedão, que é chamado de hálux. Os outros são chamados de "segundo dedo", "terceiro dedo", e assim sucessivamente.
Na espécie humana, os artelhos são formados por três falanges, exceto pelo hálux, que conta com apenas duas.